# Долматовский, Арон Моисеевич
Аро́н Моисе́евич Долмато́вский (1880, Ростов-на-Дону — 20 февраля 1939, Москва) — русский и советский адвокат.

## Биография
В 1899 году окончил гимназию и поступил на юридический факультет Харьковского университета. На втором курсе принял участие в студенческих волнениях. В конце 1901 года выехал в Германию, где поступил в Гейдельбергский университет — сначала на естественно-философский, затем на юридический факультет.
В апреле 1905 года в Гейдельберге заключил брак с Аделлой Мееровной (Аделью Марковной) Ингал (7 марта 1884, Киев — 1958). Она училась в Швейцарии, знала 5 языков, впоследствии всю жизнь работала в Государственной библиотеке СССР имени В. И. Ленина.
В 1907 году экстерном сдал экзамены на юридическом факультете Московского университета. До революции — присяжный поверенный. После революции — доцент Московского юридического института, адвокат, член коллегии. Автор ряда статей в Энциклопедическом словаре Гранат.
В 1928 был защитником подсудимых по Шахтинскому делу. В 1933 году на заседании Специального присутствия Верховного суда СССР выступил защитником по делу о вредительстве на советских электростанциях.
28 марта 1938 года арестован по обвинению в участии в контрреволюционной организации. Приговорён к высшей мере наказания. Расстрелян 20 февраля 1939 года. Прах захоронен в общей могиле на территории Донского кладбища в Москве. На том же кладбище находится семейное захоронение Долматовских, где на памятнике первым высечено имя Арона Моисеевича; годом смерти указан 1940.
Реабилитирован 18 декабря 1954 года.

## Семья
Дед — Лейб Иоселевич Долматовский (1821—?), в Ростов-на-Дону переехал в 1848 году. Бабушка — Сура Долматовская.
Отец — Моисей Лейбович Долматовский (1846—?), с 1878 года жил в Ростове-на-Дону, торговец готовым платьем, с 1890 года купец 1-й гильдии. Мать — Фрейда (1858—?). Братья: Иосиф (1875—?), Герман, Арон, Абрам (Авраам-Исаак, 1882—1940), Александр, Берко, Адольф, Давид, сестра Раиса. Проживали в Ростове-на-Дону на Большом проспекте, 24.
Сыновья — поэт-песенник Евгений Долматовский (1915—1994) и конструктор автомобилей, автора популярных книг по этой теме Юрий Долматовский (1913—1999).